# Antonio Venditti (politico)
Antonio Venditti (Cerreto Sannita, 12 maggio 1858 – Napoli, 15 febbraio 1932) è stato un politico italiano, deputato del Regno d'Italia in quattro legislature.

## Biografia

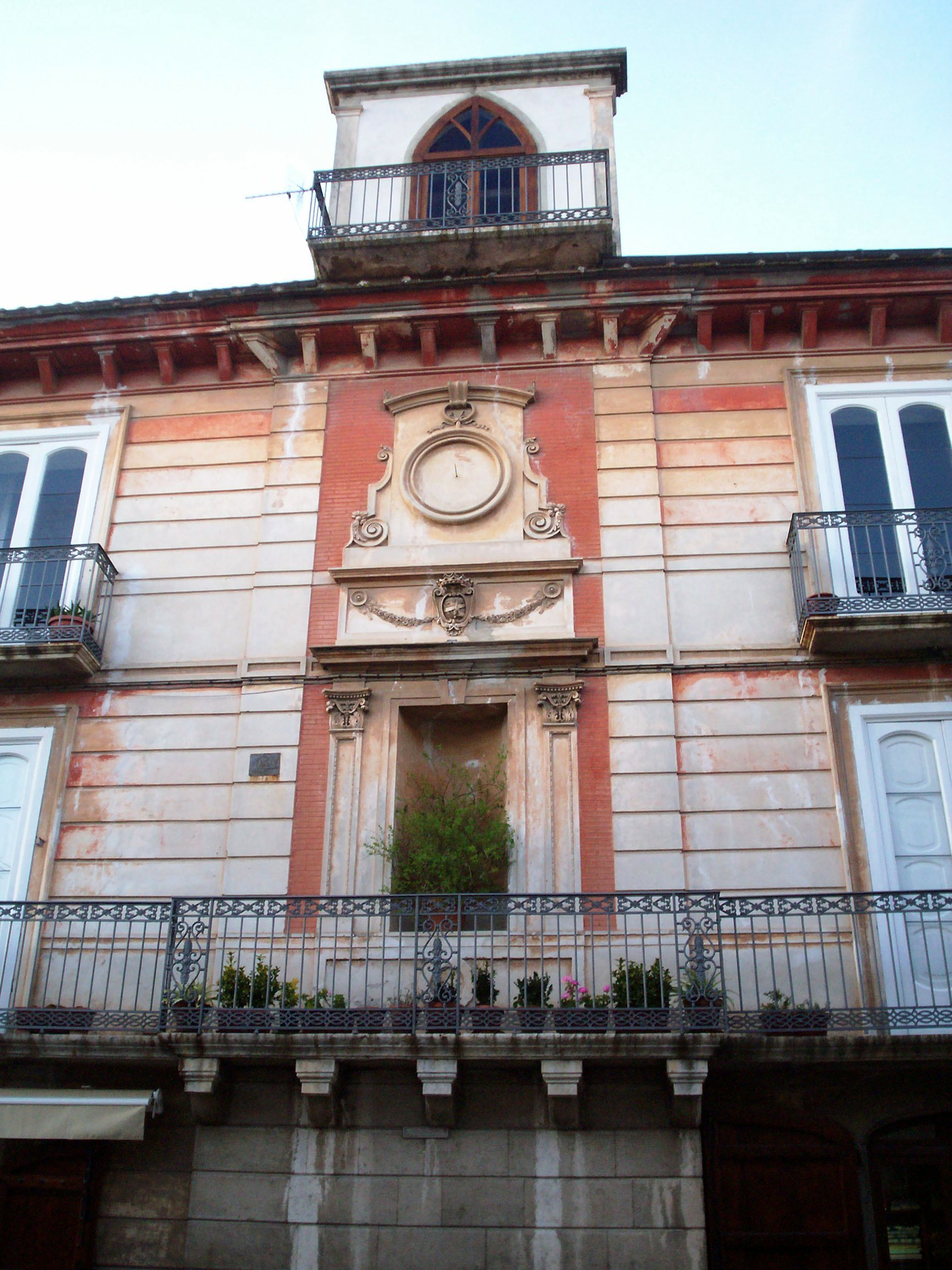
Particolare della Palazzina Venditti, oggi Barbato, in Cerreto Sannita (BN).

Nato in una umile famiglia cerretese, grazie alla sua caparbietà e agli sforzi della madre che "gli comprava i libri di scuola con i suoi digiuni", riuscì a laurearsi in giurisprudenza a Napoli e ad iniziare la professione forense nella città partenopea.
Giovanissimo, si dedicò alla vita politica nella sua cittadina divenendo consigliere provinciale nel 1895.
Nel 1892 si candidò per la prima volta al Parlamento ma fu sconfitto. Si candidò nuovamente ma senza successo nel 1895 e nel 1897. Nelle elezioni politiche del 1900 invitò i suoi sostenitori a non chiedergli di candidarsi suggerendo al suo posto l'avv. Armando Ungaro, figlio di Michele Ungaro. Alla fine il Venditti accettò la candidatura ma subì un'altra sconfitta.
Sostenitore di Giovanni Giolitti, capeggiava il partito di sotto che a Cerreto Sannita era opposto al partito di sopra  stretto attorno al senatore Giuseppe D'Andrea, sonniniano. Gli uomini del Venditti, al grido di "è o non è, viva Venditti", occuparono la sala delle votazioni nel 1902, impedendo agli avversari di votare e scatenando le vive proteste del D'Andrea che espose alla Camera dei deputati, tornata del 30 marzo 1903, le sue lamentele al Giolitti il quale rispose: "Sulle elezioni di Cerreto [...] sono i costumi che bisogna cambiare".
Dopo diversi insuccessi venne finalmente eletto nel 1904, nel 1909 e nel 1913 nel collegio uninominale di Cerreto Sannita.
Fu rieletto nel 1919 con il sistema proporzionale.
In Parlamento fu contrario all'ingresso dell'Italia nella prima guerra mondiale anche se successivamente cambiò opinione. Secondo alcuni biografi questa sua iniziale posizione contraria alla guerra alimentò del malumore fra i suoi sostenitori.
Fu il relatore di diversi progetti di legge come quelli sulle farmacie e sul latifondo nell'Italia meridionale.
Nel 1908 presentò un progetto di legge per la costituzione del comune di Ponte, all'epoca frazione di Paupisi (atto Camera n. 954 del 7 marzo 1908). L'iniziativa non andò a buon fine ma nel 1913 un nuovo progetto di legge presentato assieme al collega Leonardo Bianchi (atto C. n. 1429 del 7 giugno 1913) ottenne parere favorevole e Ponte poté diventare comune autonomo.
Nella XXV legislatura, e precisamente dal 1920 al 1923, fu membro della Commissione parlamentare di inchiesta sulle spese di guerra che aveva il compito di verificare le spese effettuate dallo Stato durante la prima guerra mondiale e di denunciare eventuali irregolarità.
Nel 1924 si ritirò dalla vita politica.
Visse gli ultimi anni di vita nella sua casa partenopea di via Cisterna dell'Olio.